# Condado de Holt (Nebraska)
O Condado de Holt é um dos 93 condados do estado norte-americano do Nebraska. A sede do condado é O'Neill, que é também a sua maior cidade. O condado tem uma área de 6263 km² (dos quais 13 km² estão cobertos por água), uma população de 11 551 habitantes, e uma densidade populacional de 4 hab/km² (segundo o censo nacional de 2000).